# カシャロット級潜水艦
カシャロット級潜水艦（カシャロットきゅうせんすいかん Cachalot class submarine）は、アメリカ海軍の潜水艦の艦級。Vボートの一つ。

## 概要
第一次世界大戦と第二次世界大戦の間にV-8、V-9の2隻が建造された。本級の2隻はVボートに含められたものの、他の7隻とは異なった形式であった。海軍建造・修理局によって基本設計が行われたが、艦の詳細配置に対しては建造者であるエレクトリック・ボート社が責任を負った。
本級はドイツ海軍のUボートを参考とした二重船殻を採用し、ディーゼル機関のダイレクト・ドライブ、独立した乗組員のスペース、司令塔の周りの大きなスペース（それは第二次世界大戦が始まり3インチ砲が艦前方に配置された際に徹底的に切り詰められた。）を特徴とした。
ロンドン条約を受けドルフィンをさらに縮小し、小型化の限界に挑戦したタイプだが、テストの結果、太平洋での戦いで必要とされる作戦日数75日を実現するには艦型が小さすぎると判断された。
外観は後の「艦隊潜水艦 fleet submarines」に酷似したものの、本級の内部は後の艦とは全く異なるものであった。